# Engadiner Post
Die Engadiner Post/Posta Ladina ist eine zweisprachige Schweizer Lokalzeitung, die dreimal wöchentlich in St. Moritz im Engadin erscheint.

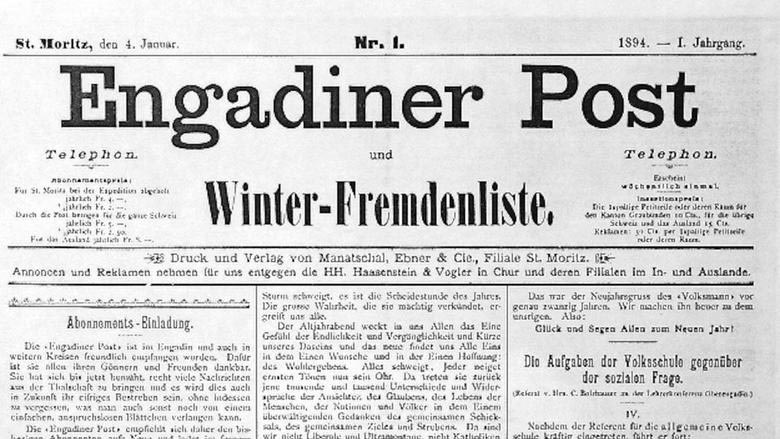
Erstausgabe der Engadiner Post 1894

## Geschichte

### «Engadiner Post»
Von 1877 bis 1881 druckte Elias Manzinoia in Pontresina die Zeitung L’Engiadinais (rätoromanisch für: Der Engadiner). Er verkaufte die Druckerei an Florian Gengel, welcher sie nach St. Moritz verlegte und dort als Filiale seines Churer Unternehmens betrieb. 1892 ging sie an Manatschal, Ebner & Cie. Ab 4. Januar 1894 erschien bei Manatschal, Ebner & Cie. die Engadiner Post als deutschsprachige Wochenzeitung. 1938 kaufte Walter Gammeter senior die Druckerei in St. Moritz-Dorf. 1964 wurde die Druckerei eine Familien-AG in zweiter Generation, und im Jahr 1984 übernahm Walter-Urs Gammeter die Geschäftsführung. 1987 wurde die Zeitung kurzzeitig in den Fögl Ladin integriert.
Im Laufe der 1980er Jahre konnte die Auflage auf 8000 gesteigert werden, und 1990 wurde eine moderne Druckerei am Dorfrand in St. Moritz-Bad bezogen. 1997 wurde die Engadiner Post mit der Integration der Posta Ladina zweisprachig, deutsch-rätoromanisch. Rund 80 % der rätoromanischen Artikel werden im unterengadinischen Vallader geschrieben, der Rest im oberengadinischen Putér. Unter anderem wird die Engadiner Post/Posta Ladina – wie sie offiziell heisst – auf einer Rollenoffset-Maschine Albert A300 gedruckt. Am 5. Dezember 2009 eröffnete die Herausgeberin Gammeter Druck und Verlag AG eine Geschäftsstelle in Scuol mit einem für jedermann zugänglichen Redaktionsbüro.
Die Redaktion hat gegenwärtig (2018) sechs festangestellte Mitarbeitende plus eine Praktikumsstelle. Geleitet wird die Redaktion seit dem 1. April 2009 von Chefredaktor Reto Stifel. Stellvertreter ist der Verantwortliche für die Posta Ladina, Nicolo Bass.
Am 21. Januar 2010 erschien die Engadiner Post/Posta Ladina erstmals im gegenwärtigen Layout, das vom Gestalter Pius Schuler aus Boll (BE) entworfen wurde. Zuvor war das Blatt während fast 20 Jahren in nur leicht modifiziertem Layout (mehr Farbeinsatz, grössere Bilder) erschienen.
Die Engadiner Post/Posta Ladina erscheint dienstags, donnerstags und samstags, jeden zweiten Donnerstag in Grossauflage. Die WEMF-beglaubigte Auflage beträgt 7'534 (Vj. 7'706) verkaufte bzw. 7'570 (Vj. 7'736 verbreitete Exemplare in der Normal- bzw. 17'263 (Vj. 17'323) Exemplare in der Grossauflage, die Reichweite 15'000 (Vj. 17'000) Leser (WEMF MACH Basic 2018-II).

### «Posta Ladina»
Im Herbst 1996 lancierte die Churer Südostschweiz Mediengruppe die rätoromanische Tageszeitung La Quotidiana, wofür sie den Chefredaktor der zweimal wöchentlich erscheinenden romanischsprachigen Engadiner Zeitung Fögl Ladin (rätoromanisch für: Ladinisches Blatt) Enrico Kopatz gewann. Deren Herausgeberin, die Engadin Press in Samedan, stellte darauf das romanische Blatt per Ende Jahr ein. Drei Wochen vorher, am 5. Dezember 1996, startete Walter Urs Gammeter, Verleger der Engadiner Post, mit der Rubrik Posta Ladina (rätoromanisch für: Ladinische Post) eine Nachfolgelösung für das romanischsprachige Engadin und das Münstertal. Hauptsächlich wird auf zwei bis drei Seiten in der sonst deutschsprachigen Engadiner Post über das Lokalgeschehen aus dem Unterengadin und dem Münstertal in den beiden ladinischen Idiomen Vallader und Puter berichtet.